# BMC Remedy Action Request System
Action Request System är en typ av dataprogram som kallas arbetsflödesmotor. Den används främst av kundtjänster och teletjänstcentraler över hela världen.
Systemet skapades från början av Remedy Corporation i USA, det har sedan köpts upp ett antal gånger och ägs nu av BMC.
Systemet kallas ofta för Remedy ARS eller bara ARS.
Action Request System bygger på klient–serverarkitektur. En enskild användare använder en klient som kallas "AR System User" eller en webbklient, för att komma åt en Remedyserver. Servern sköter sedan all kommunikation med databasen.
Remedy ARS kan köras på ett flertal olika plattformar på såväl server- som klientsidan och på de flesta SQL-databaserna.
Remedy Action Request System innehåller ett utvecklingsverktyg som ger användaren möjlighet att utveckla allt från enkla register till mycket avancerade databasapplikationer. I detta verktyg ingår funktionalitet för webbpublicering.
Utvecklingen i ARS görs i ett helt grafiskt gränssnitt vilket innebär att utvecklingen är snabb och enkel, men programmets höga licenskostnader gör att det kan ta ett tag innan en investering lönar sig. Vidare krävs det särskild utbildning för att kunna utveckla i verktyget.
Den i september 2009 aktuella versionen av programmet har versionsnummer 7.5.
Några exempel på applikationer som byggts i Remedy Action Request System (ARS)
- Ärendehantering i exempelvis kundtjänst eller teknisk support
- Inventariehantering eller konfigureringssdatabaser(ITIL).
- Kunskapsdatabaser
- Felrapportering
- Kundregister.

BMC tillhandahåller även färdiga applikationer.